# Malleola andamanica
Malleola andamanica là một loài thực vật có hoa trong họ Lan. Loài này được N.P.Balakr. & N.Bhargava mô tả khoa học đầu tiên năm 1979.